# Estación de Mogofores
La Estación Ferroviaria de Mogofores, más conocida como Estación de Mogofores, es una plataforma ferroviaria de pasajeros de la línea del Norte, que sirve a parroquias de Mogofores, en el Distrito de Aveiro, en Portugal.

## Historia

### Inauguración
El tramo entre las estaciones de Estarreja y Taveiro, de la línea del Norte, en el cual esta plataforma se inserta, entró en servicio el 10 de abril de 1864.

## Características

### Localización y accesos
Puede ser encontrada junto a la localidad de Mogofores, en frente de la Avenida de la Estación.

### Descripción física y clasificación
Poseía, en enero de 2011, 3 vías de circulación, con 1.903, 1.004 y 854 metros de longitud, y dos plataformas, con 194 y 180 metros de extensión, teniendo ambas 55 centímetros de altura. En octubre de 2004, ostentaba la clasificación D de la Red Ferroviaria Nacional.